# Tüklə
Tüklə è un comune dell'Azerbaigian situato nel distretto di Masallı. Conta una popolazione di 1 571 abitanti.